# Latrodectus cinctus
Latrodectus cinctus là một loài nhện trong họ Theridiidae.